# 阿們
阿們（希伯來語：אמן，Amen，āmīn(a) ）， 天主教會在粵語地區也有漢譯為亞孟，東正教會漢譯為阿民，伊斯兰教汉译为阿敏或阿米乃，是猶太教、基督教和伊斯蘭教的宗教用語，在彌撒、禮拜和禱告時表示同意或肯定的意思。阿們一詞的使用，可見於《聖經》和《古蘭經》。阿們最初用於猶太教，後來為基督教所採納。基督徒常在禱告或讚美詩，運用阿們作為總結和肯定。伊斯蘭教每念誦《古蘭經》的第一章之後，必以阿敏（阿們）作為結束語。
阿們的詞根源自閃米特語族，乃「堅定」或「確實」的意思。《聖經》中，通常將阿們譯作「誠心所願」。一些神学家和学者普遍认为阿们是古埃及神祇阿蒙（有时也被称为阿门）的衍生词。《聖經》的記載顯示，從摩西時代至基督教時代，此用詞都是常用的，而且詞意經常反映在經文當中，例如：
- 申命記27:14-15：「利未人要向以色列眾人高聲說：『有人製造耶和華所憎惡的偶像，或雕刻，或鑄造，就是工匠手所作的，在暗中設立，那人必受咒詛！』百姓都要答應說：『阿們。』」
- 耶利米書11:5：「我好堅定向你們列祖所起的誓，給他們流奶與蜜之地，正如今日一樣。』我就回答說：『耶和華啊，阿們。』」
- 羅馬書16:27：「願榮耀，因耶穌基督，歸與獨一全智的神，直到永遠。阿們！」
- 啟示錄22:21：「願主耶穌的恩惠常與眾聖徒同在。阿們！」

中國大陸與台灣的基督徒，祈禱時用「阿們」作結束。說粵語的教會有時會用「誠心所願」、說臺語的教會則有時會用「心正所願」，都是同樣的意思。
《布哈里圣训实录》：「阿布胡赖勒传，聖人说：‘伊玛目念阿們时，你们也要念阿們，因为人们所念阿們如与天仙所念阿們相符，则真主将饶恕其以往的罪過’。伊本·西哈甫说：‘聖人念完法谛哈章（《古兰经》第一章）后即诵念阿們。’」